# Marko Gudurić
Marko Gudurić (serbe : Марко Гудурић), né le 8 mars 1995 à Priboj en Serbie, est un joueur serbe de basket-ball. Il évolue au poste d'arrière.

## Carrière
Le 1er août 2019, il s'engage pour deux saisons avec les Grizzlies de Memphis. Gudurić est licencié par les Grizzlies le 15 décembre 2020. Il s'engage peu après avec le Fenerbahçe, son ancien club. Son nouveau contrat court jusqu'à 2023.
En juillet 2025, Gudurić signe avec l'Olimpia Milan pour plusieurs saisons.

## Palmarès

### En club
- Vainqueur de la Coupe de Turquie 2019, 2024, 2025
- Champion de Turquie 2018, 2022 et 2024
- Champion de Serbie 2016, 2017
- Coupe de Serbie 2017
- Ligue adriatique 2016, 2017
- Vainqueur de l'Euroligue 2024-2025 avec le Fenerbahçe

### En sélection nationale
- Médaille de bronze aux Jeux olympiques de 2024
- Finaliste à la Coupe du monde 2023
- Finaliste de l'EuroBasket 2017